# شهرستان چسکه بودیوویتسه
شهرستان چسکه بودیوویتسه (به لاتین: České Budějovice District) یک شهرستان در جمهوری چک است که در South Bohemia Region واقع شده‌است.

## خصوصیات
شهرستان چسکه بودیوویتسه ۱٬۶۳۸٫۳ کیلومترمربع مساحت و ۱۸۰٬۹۸۶ نفر جمعیت دارد.